# تاريخ نظرية الانفجار العظيم

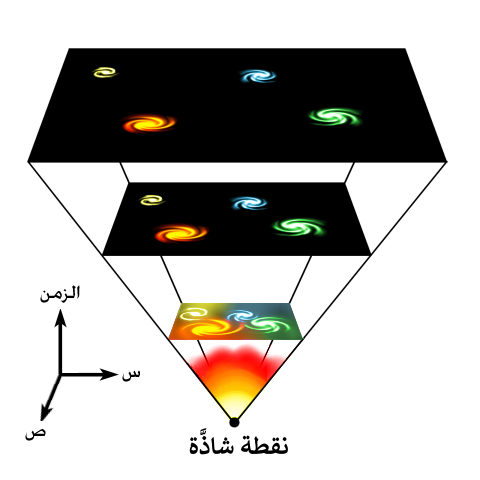
وفقًا لنموذج الانفجار العظيم، فإن يتمدد من حالة حارة شديدة الكثافة، وما زال يتمدد إلى اليوم. يوضح هذا المخطط تمدد مسطح لجزء من الكون، حيث تتباعد المجرات مع التمدد.

تاريخ نظرية الانفجار العظيم (بالإنجليزية: The history of the Big Bang Theory)‏
بدأ تاريخ نظرية الانفجار العظيم من الملاحظات والاعتبارات النظرية. يتضمن تاريخ نظرية الانفجار العظيم الكثير من العمل النظري في علم الكونيات والتحسينات على نموذج الانفجار العظيم الأساسية.

## فلسفة وتصورات القرون الوسطى
في فلسفة العصور الوسطى، كان هناك الكثير من النقاش حول ما إذا كان للكون ماض محدود أو بداية أو لا. فلسفة أرسطو رأت أن الكون كان له ماضي لا حصر له ازلي، وهو ما تسبب بمشاكل للفلاسفة المسلمين و اليهود في القرون الوسطى الذين لم يتمكنوا من التوفيق بين المفهوم الأرسطي للأبدية مع وجهة النظر للأديان الابراهيمة و في قصة الخلق في سفر التكوين ونتيجة لذلك، وضعت مجموعة متنوعة من الفلاسفة والعلماءالحجج المنطقية لكون وجود ماض محدود منهم يوحنا النحوي ويعقوب بن إسحاق الكندي،سعيد الفيومي، أبو حامد الغزالي وإيمانويل كانت، وغيرهم.
في عام 1225 قدم اللاهوتي الإنجليزي روبرت قروسس أطروحة عن طبيعة المادة والكون. دي لوس (عن الضوء) وصف ولادة الكون بانفجار اداء إلى تبلور و تشكيل النجوم و الكواكب ,
في الأشهر الأولى من 1610،اكتشف غاليليو غاليلي باستخدام التلسكوب أربعة أقمار تدور حول كوكب المشتري ونشر ملاحظاته التي تصف حركة الكواكب وان الأرض ليست مركز الكون وأعرب يوهانس كبلر عن تأييده لملاحظات غاليليو وعرض مجموعة من التكهنات حول معنى الآثار المترتبة على اكتشافات غاليليو، ولقد ورث يوهانس كبلر جميع الإنجازات الرصدية لتايكو براهي.
في وقت لاحق وبعد سبعة وسبعين عاما، وصف إسحاق نيوتن الحركة على نطاق واسع في جميع أنحاء الكون.
وصف تمدد الكون طرح لأول مرة في قصيدة نشرت في العام 1791 من قبل إراسموس داروين واصفا الكون بالدائري والمتوسع
وفي عام 1848 قدم إدغار آلان بو نظام دائري مماثل في قصيدة له تحت عنوان قصيدة النثر Eureka: A Prose Poem
من الواضح أن هذة الأعمال من القصائد والمقالات النثرية ليست أعمال علمية ويتم تجاهلها من قبل المجتمع العلمي، وغالبا ما يساء فهمها من جانب نقاد الأدب، لكن تم إعادة تقييمها في الآونة الأخيرة وأعتبارها من الآثار العلمية.

## التطورات العلمية أوائل القرن العشرين
عمليات المراقبة، في عام 1910 من قبل
فيستو سليفر Vesto Slipher ولاحقا كارل ويلهلم فيرتز Carl Wilhelm Wirtz
ادت إلى اعتبار أن معظم السدم الحلزونية (الآن تسمى بشكل صحيح المجرات الحلزونية) تبتعد عن الأرض.
أتى الإطار العلمي لنظرية الانفجار الكبير (Big Bang Theory) من حلول معادلات تسمى معادلات الحقل في النظرية النسبية العامة التي وضعها ألبرت آينشتاين عام 1916، أما تفاصيل النظرية فقد وضعت لاحقاً و طرأت عليها تعديلات كثيرة و لا تزال.

## تصورألبرت آينشتاين
اعتقد آينشتاين نفسه في البداية أن الكون ثابت و مستقر لا تمدد فيه و لا انكماش، و لكنه عندما اكتشف أن معادلاته تشير ضمناً إلى كون متمدد أو منكمش لم تعجبه الفكرة، فقام بإضافة ثابت إلى معادلاته أسماه الثابت الكوني و كانت وظيفة هذا الثابت أن جعل المعادلات تشير إلى كون ثابت بإيجاد توازن بين قوى الجذب وبين قوى أخرى تقاومها، و بعد اكتشاف تمدد الكون لاحقا تراجع آينشتاين عن أفكاره و حذف ذلك الثابت من معادلاته و اعترف بأنه كان أكبر خطا في حياته.

## نظرية الانفجار العظيممقابلنظرية الحالة الثابتة
نجح الكثير من العلماء لاحقا بإيجاد حلول لمعادلات الحقل و رسموا على أثرها نماذج لكوننا حيث قدم العالم الهولندي ويليم دي سيتر حلولاً ترسم لنا كونا بدون مادة و هذا - رغم عدم صحته – ليس بعيدا عما هو معروف اليوم من أن كثافة المادة منخفضة جدا بالنسبة للكون، أما العالم الروسي ألكسندر فريدمان فقال إن الكون تمدد من تجمع صغير جدا و شديد الكثافة، و اعتبرت الحلول التي قدمها فريدمان عام 1922 لمعادلات الحقل إطاراً علمياً للكثير من الدراسات النظرية اللاحقة حول الانفجار الكبير، كما قدم القس البلجيكي جورج ليماتر نموذجا لكون تمدد من ذرة بدئية (طبعا ليس المقصود ذرة مؤلفة من نواة و إلكترونات بل المقصود حجم صغير جدا كان يطلق عليه اسم البيضة الكونية).

## إدوين هابل
جاء الاكتشاف الكبير عن طريق الفلكي إدوين هابل عام 1929 حيث اكتشف أن ضوء المجرات البعيدة ينزاح نحو الأحمر و هذا يؤكد أن المجرات تبتعد عن بعضها البعض، و هذا بصفة عامة، حيث أنة في حالة مجرة أندروميدا التي تبعد عنا 2.2 مليون سنة ضوئية و هي أقرب المجرات الكبيرة إلينا فأن مجرة أندروميدا تنجذب نحونا، كما وجد أيضا أن المجرات الأبعد تبتعد بسرعات أكبر مما يؤكد أن الكون يتمدد (قانون هابل)

## 1950 إلى 1981
ظهرت حقيقة اولية أن نظرية الانفجار الكبير يمكن أن تفسر كل التشكيل والتركيزات المرصودة من الهيدروجين والهليوم، لكن لم تفسر لماذا هذة الوفرة
ومع ذلك، بدأت الأدلة الرصدية تدعم فكرة أن الكون نشأ من حالة كثيفة و ساخنة. وقد لوحظ ان الأجسام مثل النجوم الزائفة والمجرات الراديوية تكون أكثر شيوعا بكثير على مسافات بعيدة في حين أن الحالة الثابتة تتوقع أن متوسط خصائص الكون يجب أن تكون ثابتة مع مرور الوقت،
في عام 1965 تم اكتشاف إشعاع الخلفية الكونية الميكروي
و هي أشعة كهرومغناطيسية توجد في جميع اركان الكون بنفس الشدة والتوزيع وكان نموذج الانفجارالعظيم الوحيد الذي يفسر تلك الأشعة
في نهاية عام 1980 كان معظم علماء الفلك قد قبلوا نظرية الانفجار العظيم ولكن بقي عدة الألغاز، بسبب عدم التمكن من قياس درجة حرارة إشعاع الخلفية الكونية الميكروي الذي لم يتم إلى بعد ذلك.

## التضخم الكوني
يبدو التطوير الذي طرحه عالم الكونيات الأمريكي آلان غوث عام 1981 لنظرية الانفجار الكبير منطقيا فهو يتكلم عن مفهوم التضخم الكوني و في هذا النموذج كان تمدد الكون في لحظاته الأولى أسرع بكثير (أول بضع أجزاء من مليون من الثانية) و وصل الكون إلى 5010 ضعف حجمه الأصلي في غضون 10-32 ثانية الأولى من عمره و تابع تمدده و لكن بسرعة أبطأ، تتنبأ نظرية الكون المتضخم بأن كوننا الآن يقف على الحد الفاصل بين أن يكون كونا مفتوحاً يستمر بالتمدد إلى اللانهاية في الزمان، أو أن يكون كونا مغلقا يتوقف عن التمدد في لحظة ما و يبدأ بالانكماش على نفسه حتى ينهار، و يسمي أنصار هذا الفرض ذلك بـ Gnab Gib و هو العكس الكتابي لكلمة Big Bang. أما: هذا أم ذاك، فذلك يتبع لتركيز المادة في الكون، إذا كان أصغر من حد معين فإن المادة ستفشل في تجميع نفسها مجدداً و يكون كوننا كوناً مفتوحاً، أما إن كان تركيز المادة أكبر من ذلك الحد فسوف تتمكن المادة عندئذ من إعادة تجميع نفسها و يكون كوننا كوناً مغلقاً و تنتصر قوة الجاذبية أضعف القوى الكونية، و تشير أبحاث حديثة إلى أن كوننا كون مفتوح.

## عام 1990 فصاعدا
قام القمر الصناعي COBE بقياس درجة حرارة إشعاع الخلفية الكونية الميكروي و هي 2.735 درجة فوق الصفر المطلق أي -270 درجة مئوية.
يشمل الكثير من العمل الحالي في علم الكونيات فهم كيفية تشكل المجرات في سياق الانفجار الكبير، وفهم ما حدث في أقرب الأوقات بعد الانفجار الكبير، والتوفيق بين الملاحظات مع النظرية الأساسية. يستمر علماء الكون في حساب العديد من المعلمات من الانفجار الكبير إلى مستوى جديد من الدقة، وتنفيذ الملاحظات أكثر تفصيلا والتي يأمل ان تقدم أدلة لطبيعة الطاقة المظلمة والمادة المظلمة، واختبار نظرية النسبية العامة على المقاييس الكونية.
تهدف نظرية الانفجار الكبير إلى إعطاء تفسير لما حدث بعد الانفجار الكبير مباشرة و قد استطاع العلماء وضع تصور للكون بدءاً من اللحظة 10-43 ثانية من عمره و لكن ليس قبل ذلك لأن قوانين الفيزياء الحالية بما فيها النسبية العامة تنهار هناك و لا يمكنها وصف ما حدث، و يسعى العلماء الآن إلى توحيد نظرية ميكانيكا الكم مع النسبية العامة بسبب وجود اختلاف جوهري بينهما حيث تعتمد النسبية العامة مبدأ الحتمية في الأحداث أما ميكانيكا الكم فيخضع لمبدأ الارتياب أو الشك الذي يخضع بدوره إلى قوانين احتمالية، و يعتقد العلماء أنهم بهذا التوحيد سوف يمكننا وصف الكون قبل اللحظة 10-43 ثانية.
في البدء كانت هناك قوة واحدة موجودة انقسمت إلى القوى الأربع المعروفة الآن: النووية الشديدة، الكهرومغناطيسية، النووية الضعيفة و قوة الجاذبية، و يبحث الفيزيائيون الآن عما مات آينشتاين و هو يحلم بتحقيقه و هو نظرية توحد هذه القوى الأربع في قوة واحدة، تسعى نظرية تسمى الكهروضعيفة إلى توحيد القوة الكهروطيسية مع القوة النووية الضعيفة بينما تحاول نظرية نظرية الأوتار الفائقة توحيد القوى الأربع.

## وصلات خارجية
- الجمعية الكونية السورية - نظرية الانفجار الكبير: قصة دراماتيكية لولادة كون
- Cosmology